# Lijn 4 (metro van Shanghai)
Lijn 4 is een lijn van de metro van Shanghai.
De lijn deelt de stations Baoshan Lu tot en met Hongqiao Lu met de metrolijn 3, de rest van de lijn werd nieuw aangelegd. De lijn vormt een cirkel die grotendeels gelijk loopt met de binnenste ringweg van de stad. Doordat de ring ook doorloopt tot in Pudong zorgde dit ervoor dat er twee nieuwe metroverbindingen bij kwamen, die de rivier oversteken.
De lijn telt 26 stations op een traject van 33,7 km. In 2019 was het maximum aantal reizigers op een dag 976.000. Treinen rijden met de klok mee en tegen de klok in een permanente lus. Treinstellen die op basis van de dienstregeling uit de actieve dienst worden genomen, laten alle passagiers uitstappen in het metrostation Yishan Road waar de verbinding met het metrodepot is gelegen.

## Problemen bij de bouw
Bij de bouw van lijn 4 vond er een instorting plaats in een tunnel die vlak bij de rivier Huangpu Jiang was gegraven. Dit zorgde ervoor dat een gebouw van zes verdiepingen, dat leeg stond, instortte. Uit gevaar voor verder instortingen zijn ook enkele andere gebouwen in de buurt tijdelijk ontruimd geweest. Na een inspectie is de bouw hervat. Doordat de instorting 's nachts plaats had zijn er geen slachtoffers gevallen, wel is de opening van de lijn hierdoor met bijna een jaar vertraagd en dienden 4 ondergrondse stations en de tunnel zelf te worden hersteld.
Het grootste deel van de lijn, met een trajectlengte van 25 km werd op 31 december 2005 opengesteld. De treinen reden heen en terug tussen de stations Damuqiao Road en Lancun Road, de rest van het traject, met de zuidelijke aansluiting over de rivier, waarmee de lus ook werd gesloten, volgde twee jaar later, op 29 december 2007.
← Yishan Road · Shanghai Indoor Stadium · Shanghai Stadium · Dong'an Road · Damuqiao Road · Luban Road · South Xizang Road · Nanpu Bridge · Tangqiao · Lancun Road · Pudian Road · Century Avenue · Pudong Avenue · Yangshupu Road · Dalian Road · Linping Road · Hailun Road · Baoshan Road · Station Shanghai · Zhongtan Road · Zhenping Road · Caoyang Road · Jinshajiang Road · Zhongshan Park · West Yan'an Road · Hongqiao Road → 

Lijnen van de metro van Shanghai: 1 · 2 · 3 · 4 · 5 · 6 · 7 · 8 · 9 · 10 · 11 · 12 · 13 · 14 · 15 · 16 · 17 · 18 · Pujiang Line